# Kąty (powiat kolneński)
Kąty – wieś w Polsce położona w województwie podlaskim, w powiecie kolneńskim, w gminie Mały Płock. Wieś jest położona przy drodze wojewódzkiej 648.
| SIMC    | Nazwa | Rodzaj    |
| ------- | ----- | --------- |
| 0401271 | Lasek | część wsi |

## Historia
Wieś królewska położona była w drugiej połowie XVI wieku w powiecie kolneńskim ziemi łomżyńskiej województwa mazowieckiego. Pierwsza wzmianka o wsi była w roku 1414. 
Dawne nazewnictwa Kątów: Kanthy-1414, Kanthi-1425, Kanthy-1474, Kąthy-1526, Kanti-1578, Kąty-1674 do dziś.
W latach 1921–1939 wieś leżała w województwie białostockim, w powiecie kolneńskim (od 1932 w powiecie ostrołęckim), w gminie Mały Płock.
Według Powszechnego Spisu Ludności z 1921 roku zamieszkiwało tu 778 osób, 775 było wyznania rzymskokatolickiego, 3 prawosławnego. Jednocześnie 775 mieszkańców zadeklarowało polską przynależność narodową a 3 rosyjską. Było tu 142 budynków mieszkalnych. Miejscowość należała do parafii rzymskokatolickiej w m. Mały Płock. Podlegała pod Sąd Grodzki w Kolnie i Okręgowy w Łomży; właściwy urząd pocztowy mieścił się w m. Mały Płock.
We wsi znajduje się grób dwóch żołnierzy kampanii wrześniowej, z czego jeden został zabrany w inne miejsce przez rodzinę. W głównej części wsi znajduje się dużo kapliczek. Większość tych kapliczek pochodzi z XX wieku.
W latach 1954–1971 wieś należała i była siedzibą władz gromady Kąty, po jej zniesieniu w gromadzie Mały Płock. W latach 1975–1998 miejscowość należała administracyjnie do województwa łomżyńskiego.
W miejscowości znajduje się kościół, który jest siedzibą parafii NMP Ostrobramskiej Matki Miłosierdzia. W strukturze kościoła rzymskokatolickiego parafia należy do metropolii białostockiej, diecezji łomżyńskiej, dekanatu Kolno.
We wsi istnieje nieczynna kopalnia żwiru. W części wsi Lasek znajduje się las, potocznie zwany przez mieszkańców Sadzankami. Nazwa ta wzięła się od sztucznego posadzenia lasu. W okresie dwudziestolecia międzywojennego znajdował tam się koński rynek.

## Zabytki
- Cmentarz wojenny z I wojny światowej, przy drodze Kąty – Ruda-Skroda, nr rej.: A-448 z 30 grudnia 1991[10]. Wynika z niego, że pochodzi z 1915 roku. Spoczywa tam 55 Niemców i 22 Rosjan.
- Cmentarz wojenny z I wojny światowej (żołnierzy niemieckich i rosyjskich), nr rej.: A-533 z 20 grudnia 1994[10].